# Gare de Gentilly
Cet article possède un paronyme, voir Gare de Lentilly.
La gare de Gentilly est une gare ferroviaire française de la ligne de Sceaux, située dans la commune de Gentilly (département du Val-de-Marne).
C'est une gare de la Régie autonome des transports parisiens (RATP) desservie par les trains de la ligne B du RER.

## Situation ferroviaire
Établie à 72 m d'altitude, la gare de Gentilly est située sur la ligne de Sceaux, entre les gares de Laplace et de Cité universitaire.

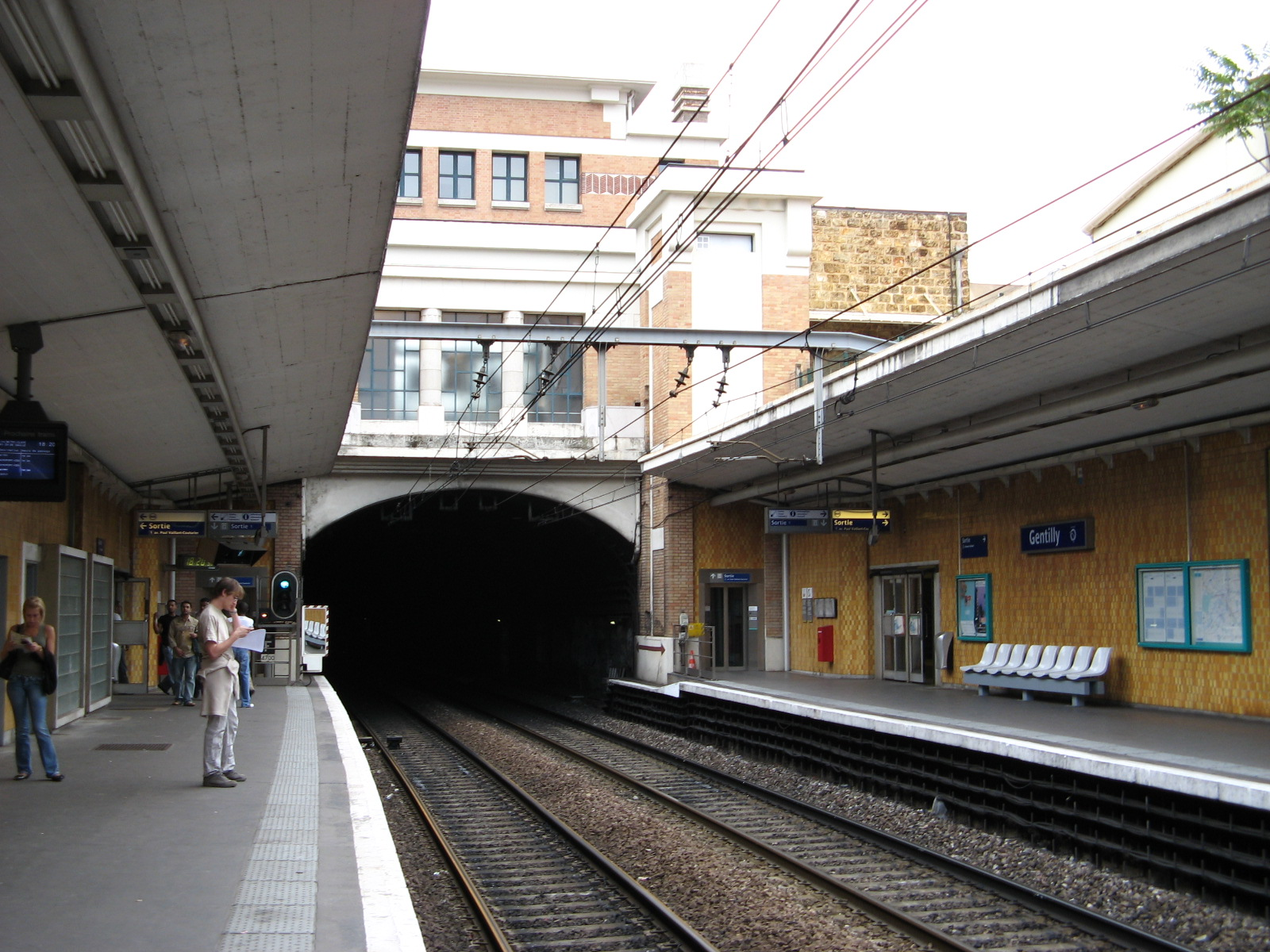
Vue des voies et quais, avec en arrière-plan le bâtiment voyageurs au-dessus de l'entrée du tunnel.

## Histoire
La Compagnie du Paris-Orléans (PO) met en service la station de Gentilly, en 1891, lors de la mise à voie normale de la ligne de Sceaux.  
Il s'agissait d'une simple halte, peut-être une maison de garde-barrière agrandie.  
Le bâtiment voyageurs actuel est construit en 1933 par l'architecte de la compagnie, Louis Brachet. Il se trouve au débouché du tunnel creusé à partir de 1935 lors des travaux de suppression des passages à niveau de la ligne de Sceaux par les ingénieurs de la Compagnie du PO. En effet, la suppression du passage qui coupait le boulevard Jourdan au niveau de la Cité universitaire a nécessité des travaux importants dont la création d'un souterrain de 520 mètres sous le parc de la Cité et la reconstruction des gares de Gentilly et de Cité universitaire.
En 1977, le plan RATP du RER inclut la gare dans la tarification urbaine (actuelle zone 1).
En 2011, 2 092 205 voyageurs sont entrés à cette gare.

## Service des voyageurs

### Accès
La gare contient deux accès :

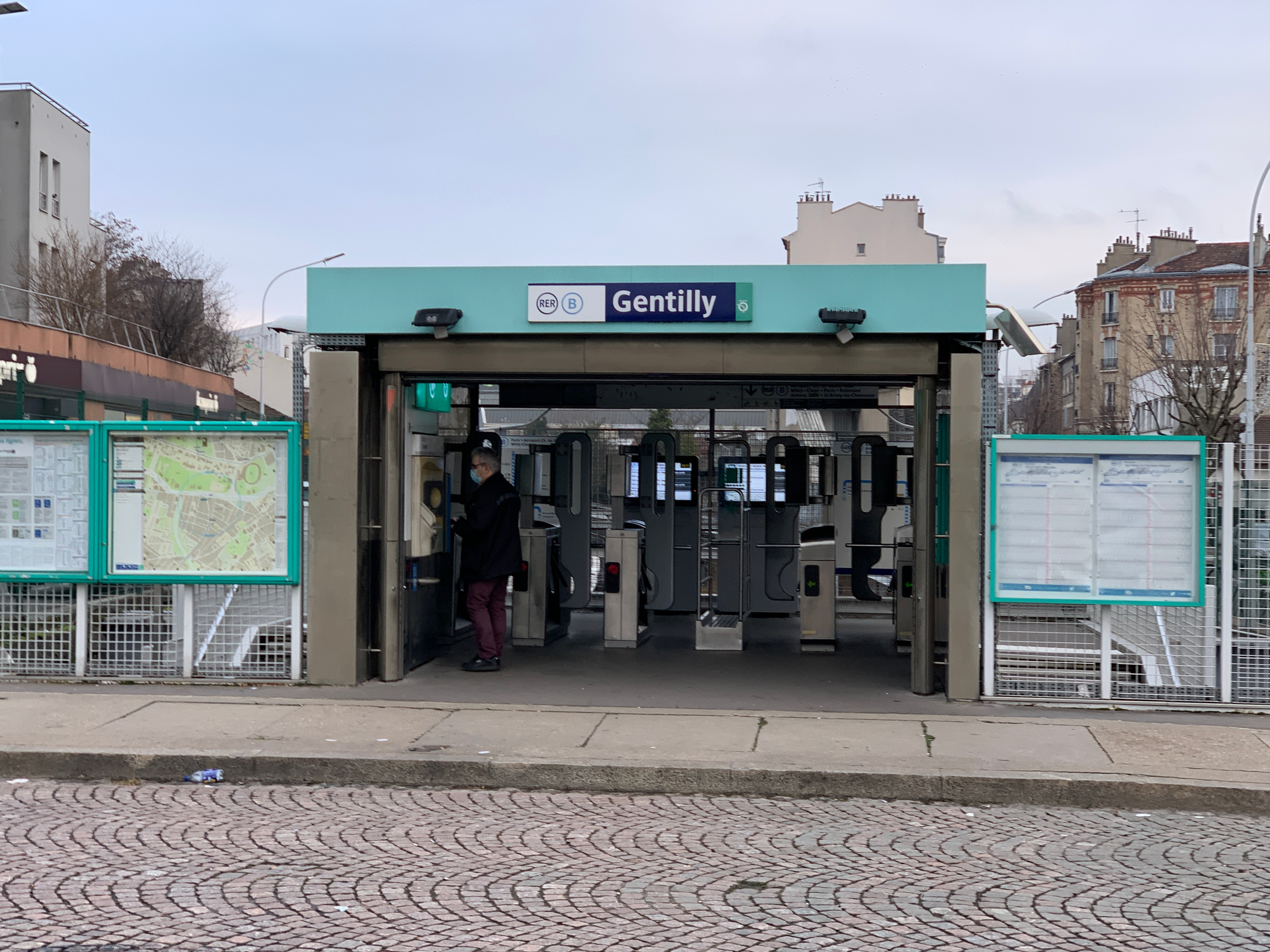
L'accès no 2 « rue Romain Rolland ».

- l'accès no 1 « avenue Paul Vaillant-Couturier », l'accès principal de la gare, permet aux voyageurs d'entrer dans la gare depuis le nord via le bâtiment principal situé le long de l'avenue Paul-Vaillant-Couturier  ;
- l'accès no 2 « rue Romain Rolland » constitue l'accès sud et est situé sur le pont à l'intersection des rues de la Paix et Romain Rolland.

### Desserte
Elle est desservie par les trains de la ligne B du RER.

### Intermodalité
La gare est desservie par le réseau de bus RATP (lignes 125 et v5).